# Iridosornis rufivertex
Az Iridosornis rufivertex a madarak osztályának verébalakúak (Passeriformes) rendjébe és a tangarafélék (Thraupidae) családjába tartozó faj.

## Rendszerezése
A fajt Frédéric de Lafresnaye francia ornitológus írta le 1842-ben, az Arremon nembe Arremon rufi-vertex néven.

## Alfajai
- Iridosornis rufivertex caeruleoventris Chapman, 1915
- Iridosornis rufivertex ignicapillus Chapman, 1915
- Iridosornis rufivertex rufivertex (Lafresnaye, 1842)
- Iridosornis rufivertex subsimilis J. T. Zimmer, 1944[2]

## Előfordulása
Az Andok hegységben, Ecuador, Kolumbia, Peru és Venezuela területén honos. Természetes élőhelyei a szubtrópusi és trópusi hegyi esőerdők. Állandó, nem vonuló faj.

## Megjelenése
Átlagos testhossza 15 centiméter, testtömege 18–28 gramm.

## Életmódja
Növényi és állati anyagokkal táplálkozik.

## Természetvédelmi helyzete
Az elterjedési területe nagyon nagy, egyedszáma pedig stabil. A Természetvédelmi Világszövetség Vörös listáján nem fenyegetett fajként szerepel.